# Месть (сезон 2)
Второй сезон американского драматического телесериала «Месть» стартовал на канале ABC 30 сентября 2012 года. Сезон будет состоять из двадцати двух эпизодов.
Созданный Майком Келли, сериал стилизован под мыльные оперы восьмидесятых с элементами триллера и нуара, а главные роли в нём исполняют Мэделин Стоу и Эмили Ванкэмп.

## Сюжет
Сезон начинается с флэш-форварда, в котором показывается затонувшая лодка Джека и мертвое тело, находящееся в ней.
В первом эпизоде разрешается клиффхэнгер финала первого сезона и зрители узнают, что Виктория Грейсон избежала смерти в ходе крушения самолета и скрывается в хижине в лесу.

## Актёры и персонажи
| - Мэделин Стоу — Виктория Грейсон - Эмили Ванкэмп — Эмили Торн / Аманда Кларк - Габриэль Манн — Нолан Росс - Генри Черни — Конрад Грейсон - Эшли Мадекве — Эшли Давенпорт - Ник Векслер — Джек Портер - Джошуа Боуман — Даниэл Грейсон - Коннор Паоло — Деклан Портер - Криста Б. Аллен — Шарлотта Грейсон - Барри Слоан — Эйдан Матис | - Маргарита Левиева — Аманда Кларк / Эмили Торн - Дженнифер Джейсон Ли — Кара Уоллес Кларк - Дилшад Вадсария — Падма Лэхари - Джеймс Таппер — Дэвид Кларк - Джеймс Моррисон — «седовласый мужчина» - Эмили Элин Линд — Аманда Кларк в детстве - Майкл Нарделли — Трей Чандлер - Кэри-Хироюки Тагава — Сатоси Такэда - Джей Ар Борн — Кенни - Майкл Трукко — Нэйн | - Венди Крюсон — Хелен Кроули - Роджер Барт — Лео «Мейсон» Тредуэлл - Уильям Дивейн — Эдвард «Дедушка» Грейсон - Эдриенн Барбо — Мэрион Харпер, Злая мать Виктории - Дилан Уолш — Джейсон Проссер |

Барри Слоан изначально получил периодическую роль, но был повышен до основного состава начиная с четырнадцатого эпизода сезона.

## Эпизоды
| № общий | № в сезоне | Название                          | Режиссёр            | Автор сценария                   | Дата премьеры    | Зрители в США (млн) |
| --- | ---------- | --------------------------------- | ------------------- | -------------------------------- | ---------------- | ------------------- |
| 23 | 1          | «Судьба» «Destiny»                | Кеннет Финк         | Майк Келли и Марк Б. Перри       | 30 сентября 2012 | 9,74                |
| Прошло несколько месяцев после событий в финале первого сезона, и Эмили возвращается в Хэмптонс чтобы узнать, что же произошло два десятилетия назад с её матерью. Тем временем Грейсоны, финансовое положение которых стремительно ухудшается, устраивают день памяти погибшей Виктории, в ходе которого Эмили узнает, что та жива и скрывается в хижине в лесу. Конрад подкупает врача Шарлотт, чтобы та находилась в клинике, а Эшли не рада возвращению Эмили, и Джек тем временем пытается оставаться на плаву, заботясь о беременной Аманде и Деклане. |            |                                   |                     |                                  |                  |                     |
| 24 | 2          | «Воскресение» «Resurrection»      | Давид Гроссман      | Салли Патрик                     | 7 октября 2012   | 8,36                |
| После угроз со стороны седовласого мужчины Виктория в целях защиты Шарлотт, которая знает, что она жива, решает вернуться из мёртвых. Дэниэл тем временем вытаскивает Шарлотт из реабилитационного центра, в котором её держал Конрад, а Джек требует Аманду пройти тест на отцовство, в ходе которого оно подтверждается. Эмили, которая контролировала тест, лжет Аманде, говоря ей что Джек не отец ребенка, а Эйден убивает седовласого мужчину когда тот пытался убить Эмили. |            |                                   |                     |                                  |                  |                     |
| 25 | 3          | «Уверенность» «Confidence»        | Джей Миллер Тобин   | Гретчен Дж. Берг и Аарон Хэтберт | 14 октября 2012  | 8,28                |
| Эмили пытается избавиться от Эйдана, а он тем временем начинает следить за ней. В то же время она узнает, что седовласый мужчина был связан с её матерью и они жили вместе. Виктория устраивает пресс-конференцию чтобы показать, что Грейсоны теперь сильнее чем раньше, в ходе которой заходит слишком далеко и рассказывает всем, что Шарлотт дочь Дэвида Кларка и одновременно приглашает в семью Аманду. |            |                                   |                     |                                  |                  |                     |
| 26 | 4          | «Интуиция» «Intuition»            | Рэнди Зиск          | Дэн Дворкин и Джей Битти         | 21 октября 2012  | 8,71                |
| В ходе светского мероприятия Виктория и Аманда спорят на лестнице, и беременная Аманда случайно поскальзывается и падает через перила, из-за чего её ребенок рождается преждевременно. Конрад встречается с Хелен, могущественным бизнес-магнатом и главой «Американ инициатив», чтобы спасти себя и свои деньги, а Дэниэл узнает, что Эшли тайно работает на отца. В ходе поисков своей матери Эмили узнаёт, что та пыталась убить её в детстве, и это помогает ей вновь сблизиться с Эйданом. |            |                                   |                     |                                  |                  |                     |
| 27 | 5          | «Прощение» «Forgiveness»          | Мэтт Эрл Бисли      | Сунил Наяр                       | 28 октября 2012  | 8,18                |
| Некоторые знакомые из прошлого приносят с собой новые проблемы для Виктории и Эмили, а между тем долги Джека растут в геометрической прогрессии, пока Падма делает смелый шаг в сторону Нолана. |            |                                   |                     |                                  |                  |                     |
| 28 | 6          | «Иллюзия» «Illusion»              | Бобби Рот           | Майкл Фоли                       | 4 ноября 2012    | 7,94                |
| Мейсон Тредуэлл, знающий слишком много, возвращается в город и погружается глубже в секрет Эмили и Аманды. Тем временем главным событием города становится фиктивная вторая свадьба Виктории и Конрада. |            |                                   |                     |                                  |                  |                     |
| 29 | 7          | «Искупление» «Exposure»           | Колин Бакси         | Эль Трайдман                     | 11 ноября 2012   | 7,73                |
| Мейсон Тредуэлл заходит далеко в своём расследовании, и Эмили приходится поставить его на место. Нолан идёт на большой риск ради Эмили, а Кара предпринимает решительные действия против Грейсонов. |            |                                   |                     |                                  |                  |                     |
| 30 | 8          | «Происхождение» «Lineage»         | Крис Мизиано        | Никки Тоскано                    | 25 ноября 2012   | 6,92                |
| Ноябрь 2006 года. Эмили входит в нью-йоркский ночной клуб, где Эйден следит за баром. Они впервые встречаются. Эмили ищет человека по имени Сергей, но не спешит знакомиться с ним. Вместо этого, она заводит знакомство с нервной Эшли Дэвенпорт. |            |                                   |                     |                                  |                  |                     |
| 31 | 9          | «Открытия» «Revelations»          | Кеннет Финк         | Тед Салливан                     | 2 декабря 2012   | 7,65                |
| Сальвадор Гробет-бразильский бизнесмен, женатый на своем собственном состоянии. Он также является влиятельным членом совета директоров Grayson Global. Его голос решит судьбу Конрада в кампании. Эмили Торн хотела бы взять под контроль кампанию, для этого подсылает туда Эйдена. Дениэл пытается захватить семейный бизнес и прислушивается к Эшли, которая советует не спешить доверять Эйдену. Эмили хочет настроить Дэниэла против Эшли. В этом ей поможет видео, на котором Эшли спит с Конрадом. Она отправляет его Виктории, та приходит в ярость. |            |                                   |                     |                                  |                  |                     |
| 32 | 10         | «Сила» «Power»                    | Роджер Камбл        | Джо Фэззио                       | 6 января 2013    | 7,12                |
| Эмили образует альянс с Викторией, чтобы убедить Даниэла отказаться от своих интересов в семейной компании. Виктория убеждает Дэниела присутствовать на обеде в доме судьи Барнс, намекая, что Эмили тоже будет там. Хелен Кроули рекомендует Дэниэлу копать глубже во многие секреты, которые могут быть найдены внутри Grayson Global. Эйден узнает, что его сестра все еще может быть жива. Полиция находит наркотики на лодке Джека. Джек берет вину Деклана на себя и попадает в тюрьму. Эмили и Дэниэл целуются. Это видит и Виктория, и Эйден. |            |                                   |                     |                                  |                  |                     |
| 33 | 11         | «Саботаж» «Sabotage»              | Джон Скотт          | Дэн Дворкин и Джей Битти         | 13 января 2013   | 6,17                |
| На полу склада лежит застреленный человек. За два дня до этого... Эмили уверяет Эйдена, что её поцелуй с Даниэлом ничего не значил. Это лишь способ приблизиться к таинственной "Initiative". Эмили подслушивает разговор Даниэла и Хелен Кроули о кампании под названием Stonehaven United Solutions. Хелен советует Даниилу приобрести её. Эмили передает эту информацию Виктории, так как они находятся в сговоре по вопросам, касающимся Дэниэла. Виктория намеревается помешать сделке. Деклан понимает, что Нейт и Кенни хотят заполучить "Зайца". |            |                                   |                     |                                  |                  |                     |
| 34 | 12         | «Заговор» «Collusion»             | Мэтт Шекман         | Салли Патрик                     | 20 января 2013   | 5,75                |
| Дэниел и Эмили летят в Лос-Анджелес на встречу с владельцем компании Stonehaven United Solutions. Виктория отправляется за ними, пытаясь помешать заключению сделки. Нолан раскрывает секрет Падмы. А Эйдан получает задание убить Викторию. |            |                                   |                     |                                  |                  |                     |
| 35 | 13         | «Союз» «Union»                    | Венди Станцлер      | Майкл Фоли и Тед Салливан        | 10 февраля 2013  | 5,20                |
| Эйдан наконец узнаёт правду о сестре. Джек и Аманда женятся и отплывают на лодке на отдых. Конрад разрывает сделку с Райанами по "совету" Аманды. К Виктории наведывается Хелен Кроули. |            |                                   |                     |                                  |                  |                     |
| 36 | 14         | «Жертва» «Sacrifice»              | Стефан Шварц        | Марк Б. Перри и Джо Фаззио       | 17 февраля 2013  | 5,99                |
| Наконец открывается тайна эпизода с потонувшей "Амандой". Конрад объявляет о желании начать политическую карьеру. Нолан и Эмили принимают участие в спасении Джека и Аманды. Кроме Виктории, о судьбе Хелен Кроули знают Конрад и Дэниел. |            |                                   |                     |                                  |                  |                     |
| 37 | 15         | «Возмездие» «Retribution»         | Хелен Хант          | Никки Тоскано и Элли Тридмэн     | 10 марта 2013    | 6,97                |
| Джек находит ноутбук Аманды, который на самом деле принадлежит Эмили. Эйдан крадёт его для Эмили. Проходят похороны Аманды, на которых присутствуют Нолан, Деклан, Джек, Эмили, Шарлотта и семья Грейсонов. В город приезжает брат Аманды. |            |                                   |                     |                                  |                  |                     |
| 38 | 16         | «Озарение» «Illumination»         | Бобби Рот           | Майкл Фоли и Салли Патрик        | 17 марта 2013    | 6,57                |
| Грейсоны создают благотворительный фонд в честь Аманды Кларк. Илай Джеймс становится соучередителем этого фонда, а также он догадывается о прикрытии Эмили. Нолан и Эмили находят способ обанкротить Грейсонов, но им мешает код хакера Сокола, который виновен в заключении Дэвида Кларка. |            |                                   |                     |                                  |                  |                     |
| 39 | 17         | «Победа» «Victory»                | Колин Бакси         | Дэн Дворкин и Джей Битти         | 24 марта 2013    | 6,31                |
| Нолан и Эйдан разрабатывают план по освобождению отца Падмы, но он проваливается. Илай придумывает хитрый план, чтобы отомстить бывшей приёмной матери. Сокол снова работает на Грейсонов. Джек пытается сблизиться с семьёй Грейсонов. Эмили встречается с Мейсоном Тредуэллом и узнаёт тайну Виктории. |            |                                   |                     |                                  |                  |                     |
| 40 | 18         | «Маскарад» «Masquerade»           | Эллисон Лидди-Браун | Сунил Наяр                       | 31 марта 2013    | 5,49                |
| Семья Грейсонов устраивает бал-маскарад. Виктория получает странные послания. Эйдан находит Падму и убивает Траска. Нолан помогает Джеку в его мести, а сам Джек в то же время находит единомышленника в лице Эшли. |            |                                   |                     |                                  |                  |                     |
| 41 | 19         | «Идентичность» «Identity»         | Чарли Страттон      | Джо Фаззио и Тед Салливан        | 28 апреля 2013   | 6,05                |
| Нолан встречает Сокола. По наводке Эмили пресса узнаёт о сыне Виктории и о том, что он жив. Эйдан даёт своё благословение Эмили. |            |                                   |                     |                                  |                  |                     |
| 42 | 20         | «Вовлеченность» «Engagement»      | Джон Терлески       | Салли Патрик                     | 5 мая 2013       | 6,28                |
| Дэвид узнаёт тайну Эйдана. У Конрада увеличиваются шансы на победу. А проект Карион начал функционировать. |            |                                   |                     |                                  |                  |                     |
| 43 | 21         | «Правда, Часть 1» «Truth, Part 1» | Рэнди Зиск          | Майкл Фоли и Никки Тоскано       | 12 мая 2013      | 6,12                |
| Все пять районов Нью-Йорке были погружены в темноту, наряду с Хэмптонсом. Эмили находит своего наставника мертвым от раны мечом. Тот, кто убил его, вероятно был опытным. Дэниел и Шарлотта находятся в затруднительном положении. Конрад приказывает сыну держаться подальше от офисов Grayson Global. Дэклан ошеломлен новостью о беременности Шарлотты. Эмили находит несколько фотографий среди вещей Такеды. На первой — красивая японская женщина. На второй — какой-то человек. Эмили считает, что это может быть убийца. Она понимает, что мужчина, которого она надеется защитить, убийца её наставника. Эйден рассказывает, что Такеда пытался убить Эйдена, когда он угрожал разоблачить его. Эйден готовится покинуть город, когда он узнает от Нолана, что Эмили была готова отказаться от мести ради любви однажды. Он раздавлен, узнав, что она была готова сделать это для Джека. Эмили и Нолан пытаются спасти Джека, не дав ему войти в ловушку - офис Grayson Global. Когда Конрад начинает произносить речь, здание кампании взрывается. Эмили опасается, что Джек успел зайти внутрь. |            |                                   |                     |                                  |                  |                     |
| 44 | 22         | «Правда, Часть 2» «Truth, Part 2» | Дж. Миллер Тобин    | Майк Келли и Марк Б. Перри       | 12 мая 2013      | 6,12                |
| После взрыва улица погружается в хаос. Эмили врывается в здание, чтобы отыскать Джека, пока Нолан пытается отследить его телефон. Внутри здания Эмили видит ноги травмированного человека. Пожарные отстраняют её, прежде чем успевает понять, кто это. Шарлотта с ужасом видит, как на носилках из здания выносят человека, которого видела Эмили. Это Деклан. Эйден в последний раз просит Эмили бежать с ним от всей этой мести. Он вручает ей ключ от далекой виллы на случай, если она когда-нибудь передумает. Он целуеет её на прощание. В новостях Эмили видит, что Эйдена арестовали. Его выставляют идейным вдохновителем кибер-атак на Нью-Йорк и взрыва офисов Grayson Global. Даниэл намекает матери, что в бомбардировке виноват отец. Джек пробирается в больницу снова, чтобы увидеть Деклана, но находит только Нолана. Он узнает, что у его брата лопаются артерии. В кабинете Нолана федералы переворачивают все вверх дном. Его помещают под арест за преступления против своей страны. Ему показывают видео, на котором Падма называет его слепым учеником Дэвида Кларка; злым гением, желающим выполнить свой суд над остальным миром. Эмили не позволяет Джеку выстрелить в Конрада. Должно быть, он знал, что она настоящая Аманда Кларк. |            |                                   |                     |                                  |                  |                     |

## Рейтинги
| Номер эпизода | Название       | Дата показа в США | Демографический рейтинг и доля в категории 19-49 | Зрители (в миллионах) |
| ------------- | -------------- | ----------------- | ------------------------------------------------ | --------------------- |
| 1             | «Destiny»      | 30 сентября 2012  | 3,2/8                                            | 9,74                  |
| 2             | «Resurrection» | 7 октября 2012    | 2,6/6                                            | 8,36                  |
| 3             | «Confidence»   | 14 октября 2012   | 2,6/6                                            | 8,28                  |
| 4             | «Intuition»    | 21 октября 2012   | 2,8/6                                            | 8,71                  |
| 5             | «Forgiveness»  | 28 октября 2012   | 2,7/6                                            | 8,18                  |
| 6             | «Illusion»     | 4 ноября 2012     | 2,7/6                                            | 7,94                  |
| 7             | «Illusion»     | 11 ноября 2012    | 2,5/6                                            | 7,73                  |
| 8             | «Lineage»      | 25 ноября 2012    | 2,2/5                                            | 6,92                  |
| 9             | «Revelations»  | 2 декабря 2012    | 2,4/5                                            | 7,65                  |
| 10            | «Power»        | 6 января 2013     | 2,4/6                                            | 7,12                  |
| 11            | «Sabotage»     | 13 января 2013    | 2,0/4                                            | 6,17                  |
| 12            | «Collusion»    | 20 января 2013    | 1,7/4                                            | 5,75                  |
| 13            | «Union»        | 10 февраля 2013   | 1,4/3                                            | 5,20                  |
| 14            | «Sacrifice»    | 17 февраля 2013   |                                                  |                       |